# Calosota conifera
Calosota conifera är en stekelart som beskrevs av Yang 1996. Calosota conifera ingår i släktet Calosota och familjen hoppglanssteklar. Inga underarter finns listade.